# Hervormde kerk (Goudriaan)
De Hervormde kerk van Goudriaan is een kerk in het dorp Goudriaan, in de Nederlandse gemeente Molenlanden. Dit was het eerste gebouw dat werd gebouwd naar aanleiding van de toestemming van Hendrik van Vianden, de 38e bisschop van Utrecht, die op 2 mei 1260 aan Willem I van Brederode vergunning had verleend om op zijn eigen grond in Goudriaan een kerk te bouwen. De kerk is gebouwd op een verhoging in het landschap. In de tijd erna is er veel aan verbouwd, waardoor van de oudste kerk maar weinig over is.
In het Nationaal Archief bevinden zich 63 stukken betreffende de vicarie op het altaar van St. Nicolaas in de kerk te Goudriaan. 1474, 1560, 1561 en 1580. Bij de kerkhervorming in de tachtigjarige Oorlog (1568 - 1648) ging de kerk over naar de protestanten. De eerste predikant was ds. L. Copicanus in 1582.
Bekend is dat de kruiskerk aanvankelijk veel groter is geweest en dat op 12 juni 1751 in het rechthuis te Goudriaan de schout en de Gerechten van de Hoge- en Vrije Heerlijkheid Goudriaan publiek aan de minst aannemende besteed heeft het gedeeltelijk afbreken en bij verkleining weer opmaken en repareren van de kerk bestaande uit timmer-, metsel-, ijzer-, leidak- en loodwerk. De predikant had voor die tijd de gelovigen al een paar keer naar huis gestuurd omdat hij de zaak niet meer vertrouwde. De kerk werd verbouwd en verkleind, waarschijnlijk onder toezicht van meestertimmerman Pieter Kaasmaker uit Nieuwpoort. De pastorie is eind-negentiende-eeuws.
De eigendom van het gebouw is gesplitst tussen de burgerlijke en de kerkelijke gemeente. De toren is van de burgerlijke gemeente. De kerk zelf is eigendom van de hervormde gemeente.

## De kerk
Het blijkt steeds nodig herstelwerk aan de kerk te verrichten. In 1731 kreeg de toren een nieuw dak en een nieuwe kapconstructie. In 1747 moet na een zware storm het dak weer worden vernieuwd. De dwarsarmen worden grotendeels afgebroken en het nog goede materiaal wordt gebruikt voor de herstelwerkzaamheden. Het schip is in 1751 opnieuw opgetrokken, daarbij zijn de dwarsarmen grotendeels afgebroken. In 1756 was de torenspits alweer aan de beurt. In 1903 werden zowel de kerk als de toren voorzien van een pleisterlaag. Hoewel dit werd afgekeurd door het Departement van Binnenlandsche Zaken vond de burgemeester het niet nodig dit te laten
verwijderen. Uit een rapport van 1927 blijkt dat er grote scheuren in de muren zijn ontstaan en dat de toren een halve meter uit het lood staat en dat die scheuren elk jaar groter worden. Pas tussen 1963 en 1965 werden de kerk en de toren opnieuw gerestaureerd. In de huidige tijd wordt er weer geld ingezameld voor een volgende restauratie, omdat er opnieuw scheuren in de muren zichtbaar worden en de vrees bestaat dat de toren van de terp schuift.

## De toren
Op de eerste torenzolder is een cel met een zware celdeur gebouwd en staat een gevangenblok voor 5 personen.
De originele klok hing in een eikenhouten klokkenstoel en was in 1520 gegoten door Henrickus de Borch. In 1733 werd van Ottoland een nieuwe luidklok overgenomen. De oude klok is gebarsten en in 1938 overgegoten. De klok heeft als opschrift:

"Salvatur is mijn naam

Mijn gheluijt is voor god bequaem

Den levenden roep ick

Den doden overlu ick

Hermanus Borch - Anno Domini MDDDDDXX."

Daar onder staat: Hergoten door Van Bergen - Heiligerlee 1938.

De klok heeft een diameter van 127,2 cm.

## Het interieur

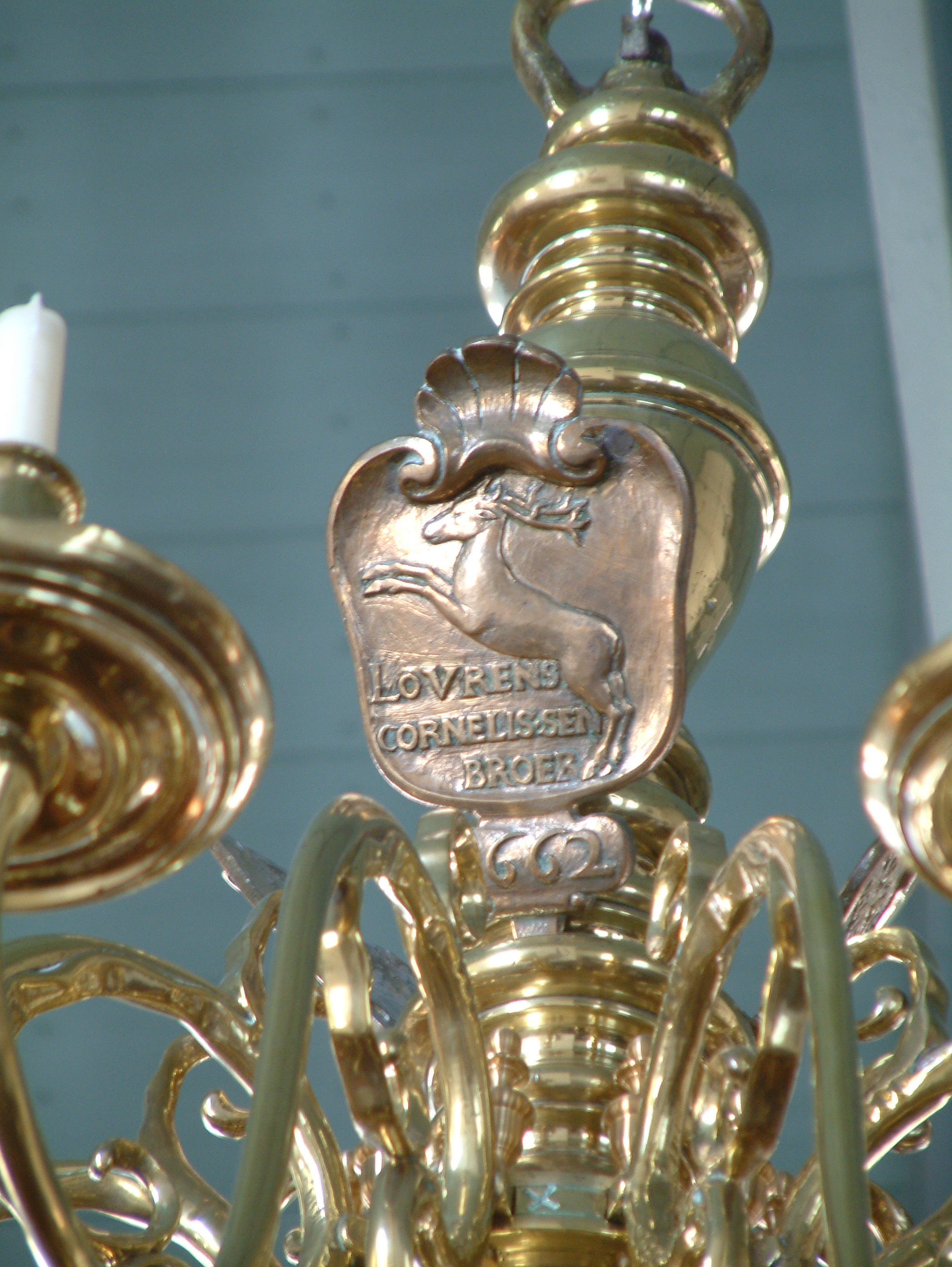

- De eikenhouten, zeshoekige, hangende preekstoel heeft een klankbord, een ruggenschot, een kuip, druiper en een trap. Op de fries van het hoofdgestel staat het jaartal 1642.
- Onder de preekstoel staat een rechthoekig eikenhouten offerblok met ijzerbeslag en drie stortkokers. Het blok moet met vier sleutels geopend worden.
- Op het houten opzetstuk van de herenbank is een gekroond wapen geschilderd, vastgehouden door twee leeuwen. Het gaat hier om het familiewapen Van Tets.
- In de kerk hangt een gedenkbord met een gekroond wapen, hetzelfde wapen als op de herenbank. Het herinnert aan ‘de intrede en receptie’van Arnoldus Adrianus van Tets op 20 mei 1776. Tegenover het gedenkbord hangt het Tien Gebodenbord.
- Er zijn drie koperen kronen, waarvan de grootste dateert uit 1662 en is geschonken door Lourens Cornelissen Broer. Bovenop drie schildjes, waarop een klimmend hert en de naam van de gever. Het bijzondere is dat deze kronen nog van gewone kaarsen zijn voorzien, ze zijn niet geëlektrificeerd.

## Het orgel
Het huidige orgel is een mechanisch sleepladen orgel dat in 1966 is gebouwd door de firma B. Pels & Zoon (Alkmaar). Het is door J. van der Veer (Dordrecht) in 2003 uitgebreid met een nieuw kas achter de oorspronkelijke.

## Het kerkhof
Er is een oorlogsmonument voor de vliegers van een neergestorte Engelse bommenwerper.